# Le Dilettante d'Avignon

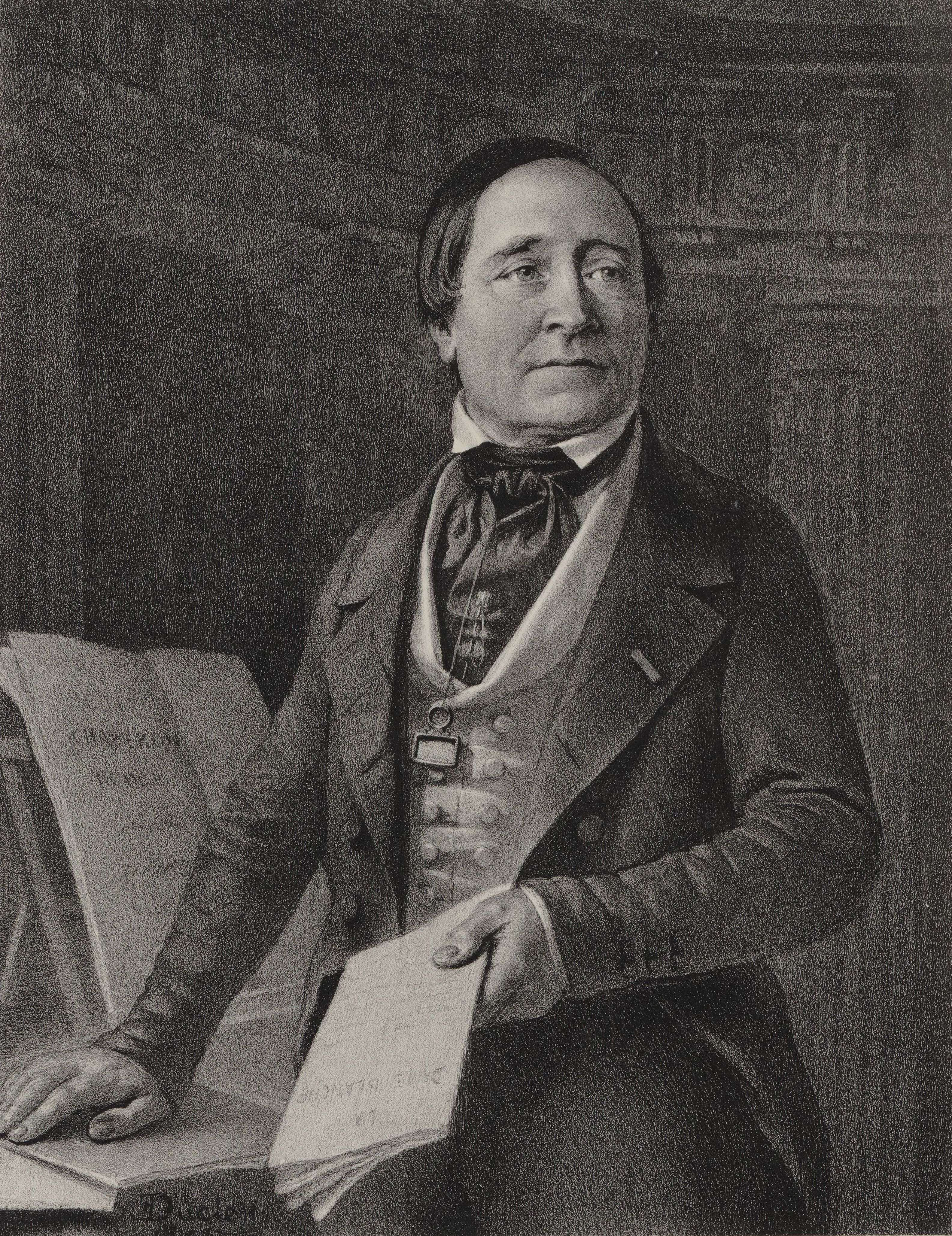
Antoine Ponchard, créateur du rôle d'Imbroglio.

Le Dilettante d'Avignon est un opéra-comique en un acte composé par Fromental Halévy en 1829, sur un livret de son frère Léon Halévy, basé sur une œuvre inachevée de François-Benoît Hoffmann. Ce fut le premier succès populaire du compositeur, puisqu'il s'agissait de sa première incursion dans l'opéra après l'échec relatif de Clari l'année précédente.

## Composition
Léon Halévy s'est vu offrir le livret inachevé du dilettante par le fils d'Hoffmann. Il en fit une satire pleine d'esprit sur la musique italienne et l'œuvre fut créée à l'Opéra-Comique le 7 novembre 1829. Le livret contient des plaisanteries sur le compositeur, comme l'imposteur 'Imbroglio', Fromental Halévy étant lui-même diplômé du Prix de Rome et chef de chant à l'Opéra de Paris au moment de la création.
L'œuvre reçut un bon accueil critique, devenant le premier succès populaire du compositeur avec 119 représentations. D'ailleurs, l'éditeur Maurice Schlesinger, impressionné par l'opéra, publia la partition et prit Halévy dans son écurie.

## Rôles
| Rôle                                                        | Type de voix | Première distribution, 7 novembre 1829 |
| ----------------------------------------------------------- | ------------ | -------------------------------------- |
| Maisonneuve, dit 'Casanova', directeur du théâtre d'Avignon | basse        | Fargueil                               |
| Élise, sa fille, dite 'Corinaldi'                           | soprano      | Marie Casimir                          |
| Marianne, sa nièce, dite "Marinetta"                        |              | Monsel                                 |
| Dubreuil, directeur de chant, dit 'Imbroglio'               | ténor        | Ponchard                               |
| Valentin, comédien                                          |              | Boulard                                |
| Zuccherini, premier ténor                                   | ténor        | Belnie                                 |
| Ribomba, chanteur comique                                   |              | Saint-Ange                             |
| Poverino, une chanteuse soprano                             |              | Jamain                                 |
| Amateurs, dilettantes, chœur de théâtre                     |              |                                        |

## Synopsis
L'action se déroule dans le foyer d'un théâtre à Avignon.
Le directeur « Casanova » (en fait Français) prétend n'aimer que la musique italienne. En réalité, il n'entend rien à la musique et ne parle pas italien. Après avoir limogé ses musiciens français, il fait passer une audition à des chanteurs « italiens » (qui sont les mêmes chanteurs français déguisés). Le chef de chant du théâtre, qui se fait également passer pour un Italien, est amoureux de la fille de « Casanova ». Finalement, tout est révélé, et tout le monde s'accorde à dire que le mieux serait d'utiliser les meilleurs aspects des traditions française et italienne,.

## Enregistrements
- Le Dilettante d'Avignon Michel Piquemal 2CD 2019